# Dededo
Dededo (Chamorro: Dedidu) is een gemeente op het Amerikaanse eiland Guam in de Grote Oceaan. Met 44.908 inwoners in 2020 is het de grootste gemeente van Guam.
In Dededo bevonden zich in het begin van de 20e eeuw ranches (grote boerderijen). In 1946 werd het gebied aangewezen voor de bouw van Harmon Air Force Base, en werd het dorp werd verder naar het noorden verplaatst naar het gebied tot vroeger Liguan werd genoemd. In 1947 werd de Santa Barbarakerk gebouwd. In 1962 werd het dorp verwoest door orkaan Karen. Nieuwe woonwijken werden gebouwd met betonnen huizen. Micronesia Mall, het grootste winkelcentrum van Guam, bevindt zich in Dededo.

## Galerij

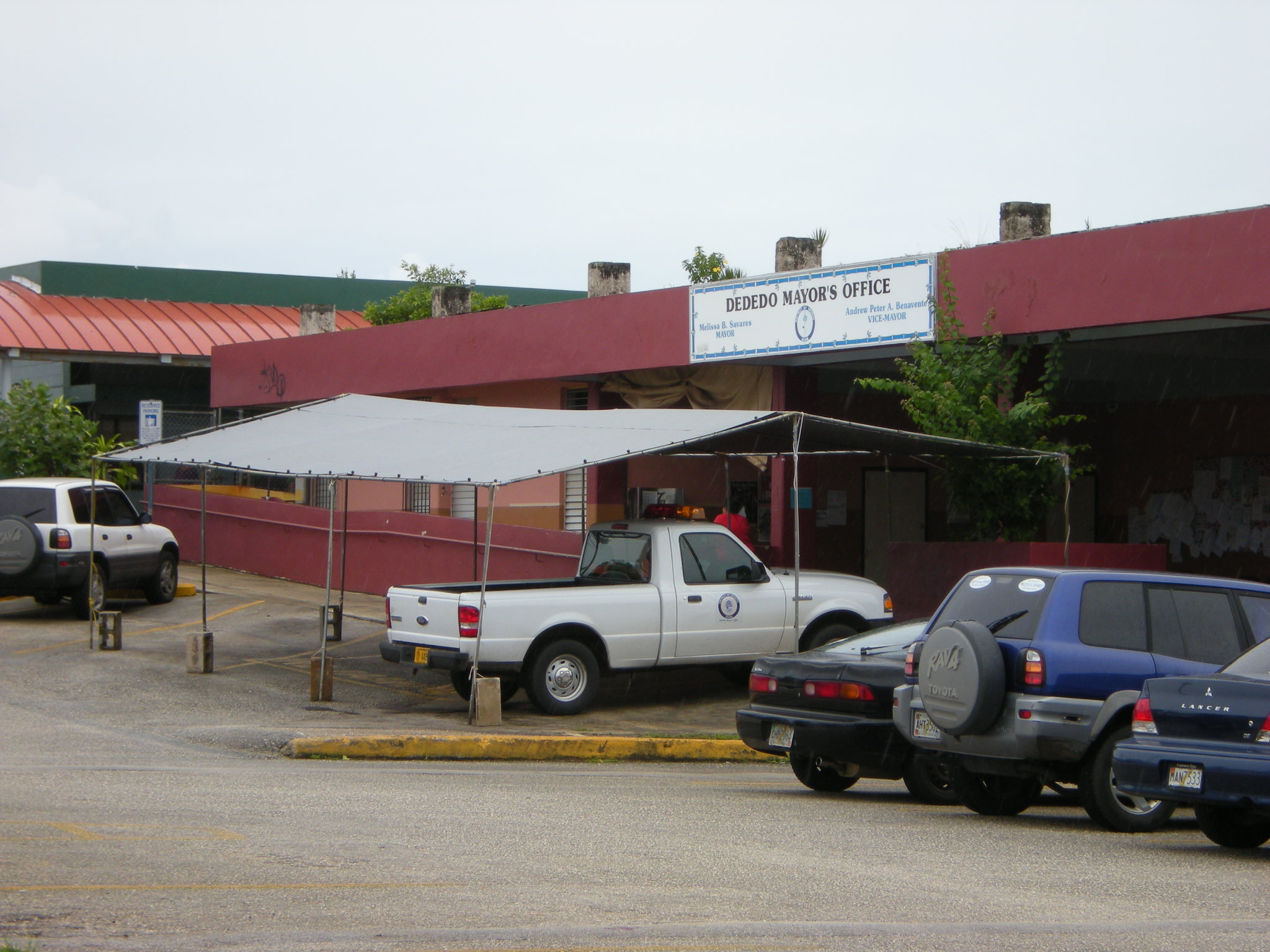
Gemeentehuis van Dededo
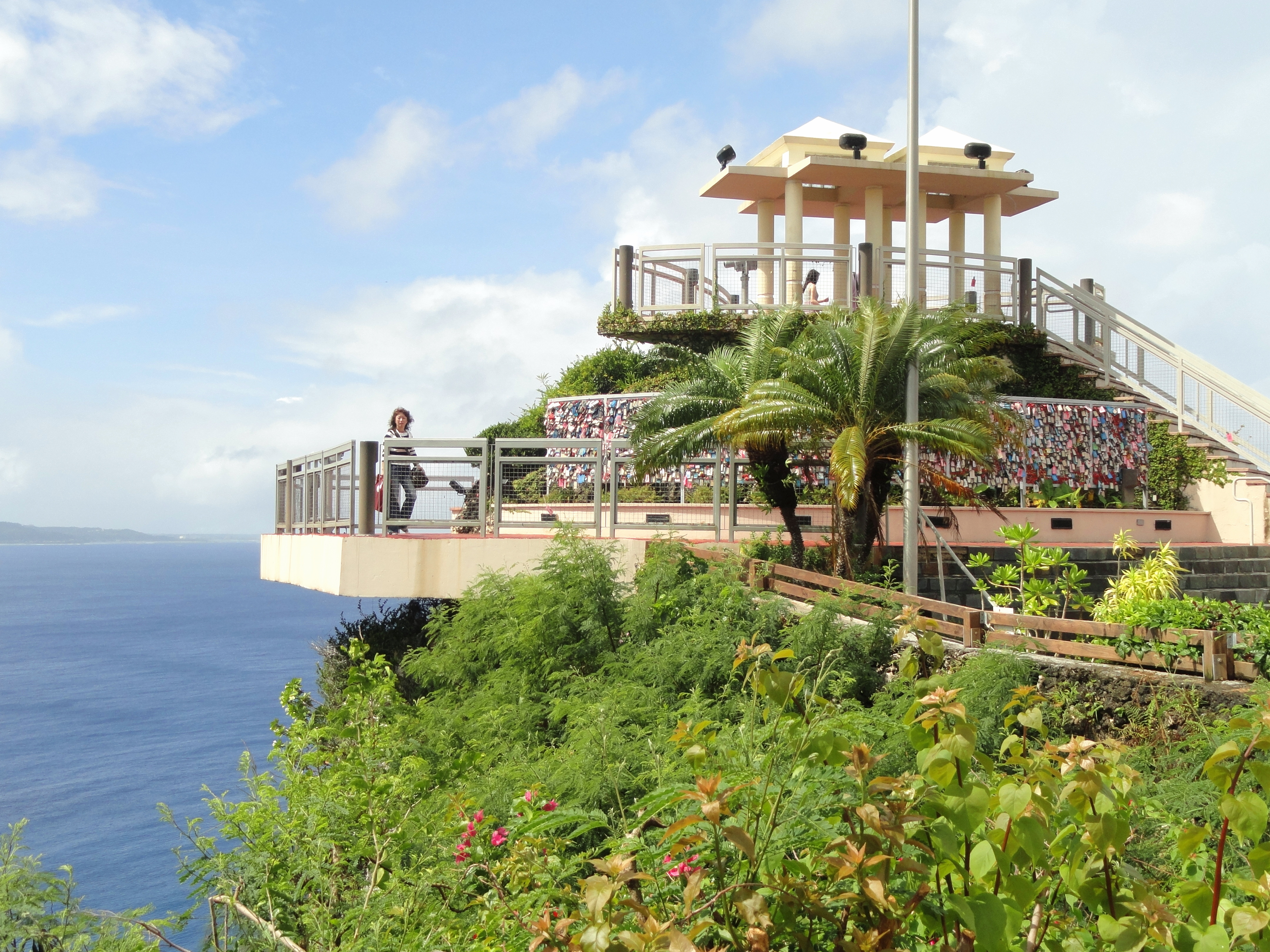
Puntan Dos Amantes (Two Lovers Point)
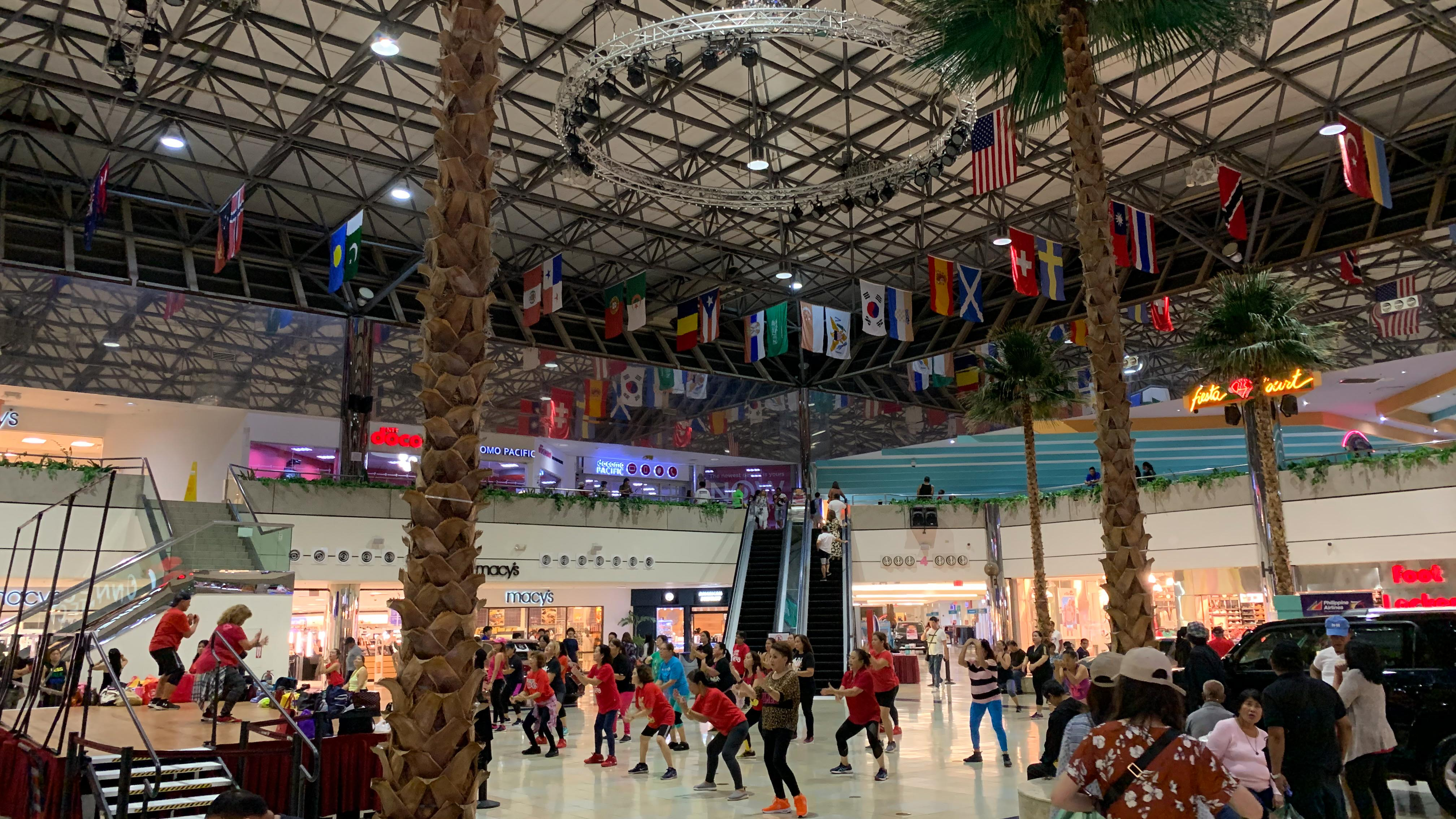
Winkelcentrum Micronesia Mall
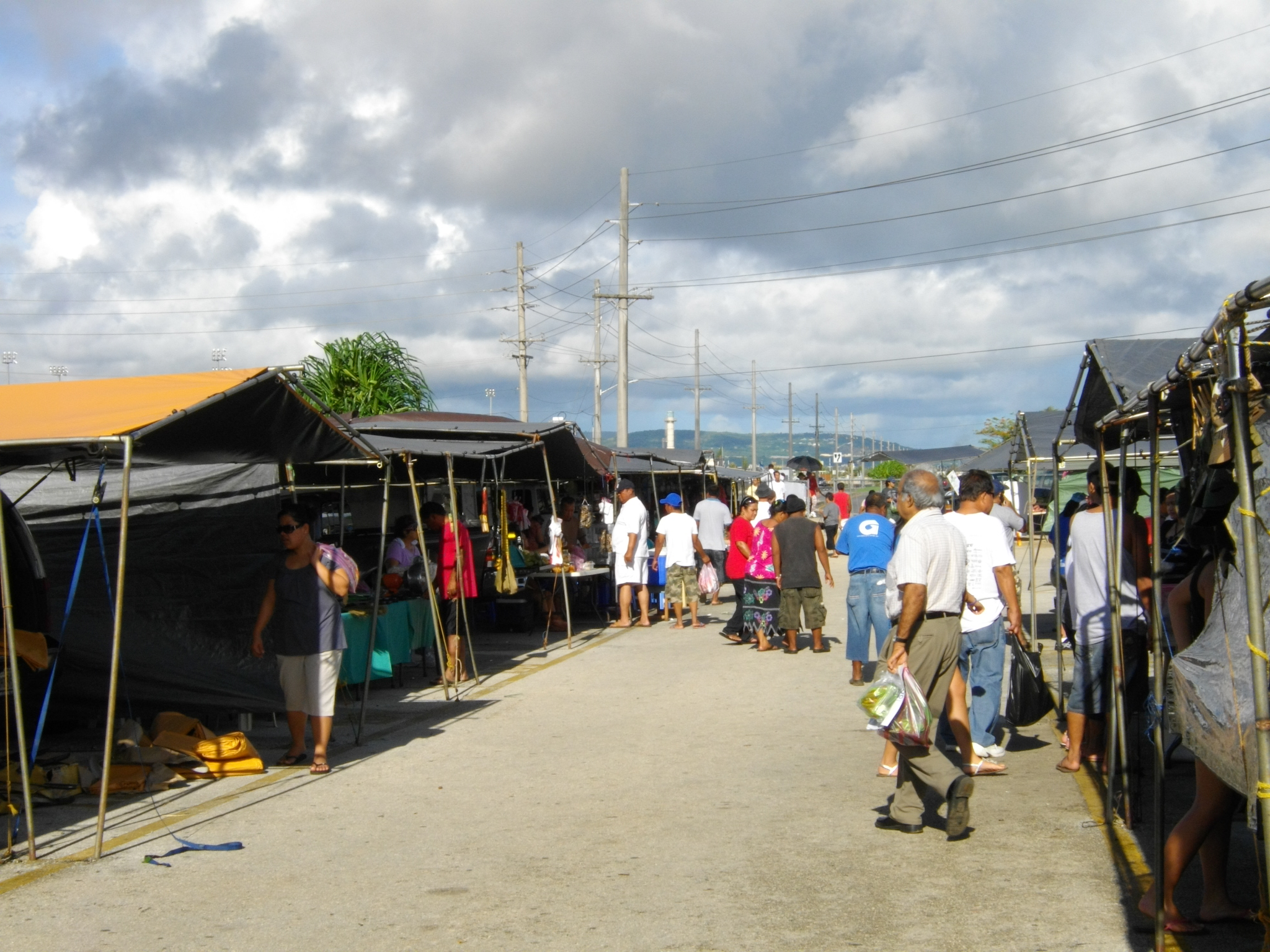
Markt in Dededo

Agana Heights · Agat · Asan · Barrigada · Chalan-Pago-Ordot · Dededo · Hagåtña (hoofdstad) · Inarajan · Mangilao · Merizo · Mongmong-Toto-Maite · Piti · Santa Rita · Sinajana · Talofofo · Tamuning · Umatac · Yigo · Yona